# In Flanders Fields Museum
Das In Flanders Fields Museum (IFFM) ist ein 1998 neukonzipiertes Kriegsmuseum im Stadtzentrum von Ypern. Das Museum ist in den rekonstruierten Tuchhallen der Stadt nebst Belfried (UNESCO-Welterbe) untergebracht und beherbergt seit 2012 eine wiedereröffnete Dauerausstellung zum Ersten Weltkrieg in Belgien. Der Name des Museums ist in Anlehnung an das Kriegsgedicht In Flanders Fields des Kanadiers John McCrae gewählt.
Koordinator der Einrichtung ist der Historiker Piet Chielens. 

## Geschichte
Das In Flanders Fields Museum wurde im April 1998 in Ypern eröffnet und ersetzte eine bestehende Ausstellung in der Region. Es zieht viele von den etwa 500.000 Touristen an, die alljährlich die Schlachtfelder des Ersten Weltkrieges in Flandern besuchen. Ähnlich wie das Imperial War Museum in London versucht es, kriegerische Phänomene der Geschichte wie Schützengräben realitätsnah darzustellen. 
Ab 2011 wurde es neu gestaltet mit dem Ziel, mehr Besucher aus aller Welt empfangen zu können. Im Juni 2012 eröffnete die überarbeitete Ausstellung, im Ergebnis näher am einfachen Soldaten. Mehrere Privatpersonen spendeten Exponate aus den Familiensammlungen. Zum Jubiläum „100 Jahre Erster Weltkrieg“ besuchten mehrere Staatsgäste das Museum. Es versteht sich als Teil der Friedensstadt Ypern und ist mit seiner Konzeption in ein friedenserhaltendes Netzwerk eingebunden.

## Besucherzahlen
Das Museum hatte im Zeitraum von 1998 bis 2011 mehr als 2,9 Millionen Besucher, was ca. 215.000 pro Jahr entspricht. Nach der Neueröffnung im Sommer 2012 stieg die Zahl auf 187.000 Besucher (in 6,5 Monaten) an. 2013 hatte das Museum dann 295.000 Besucher und zum 100-jährigen Jubiläum des Ersten Weltkriegs 2014 erreichte es weit über 400.000, was der bisherige Höchststand ist.

## Räumlichkeiten und Exponate

### Rundgänge

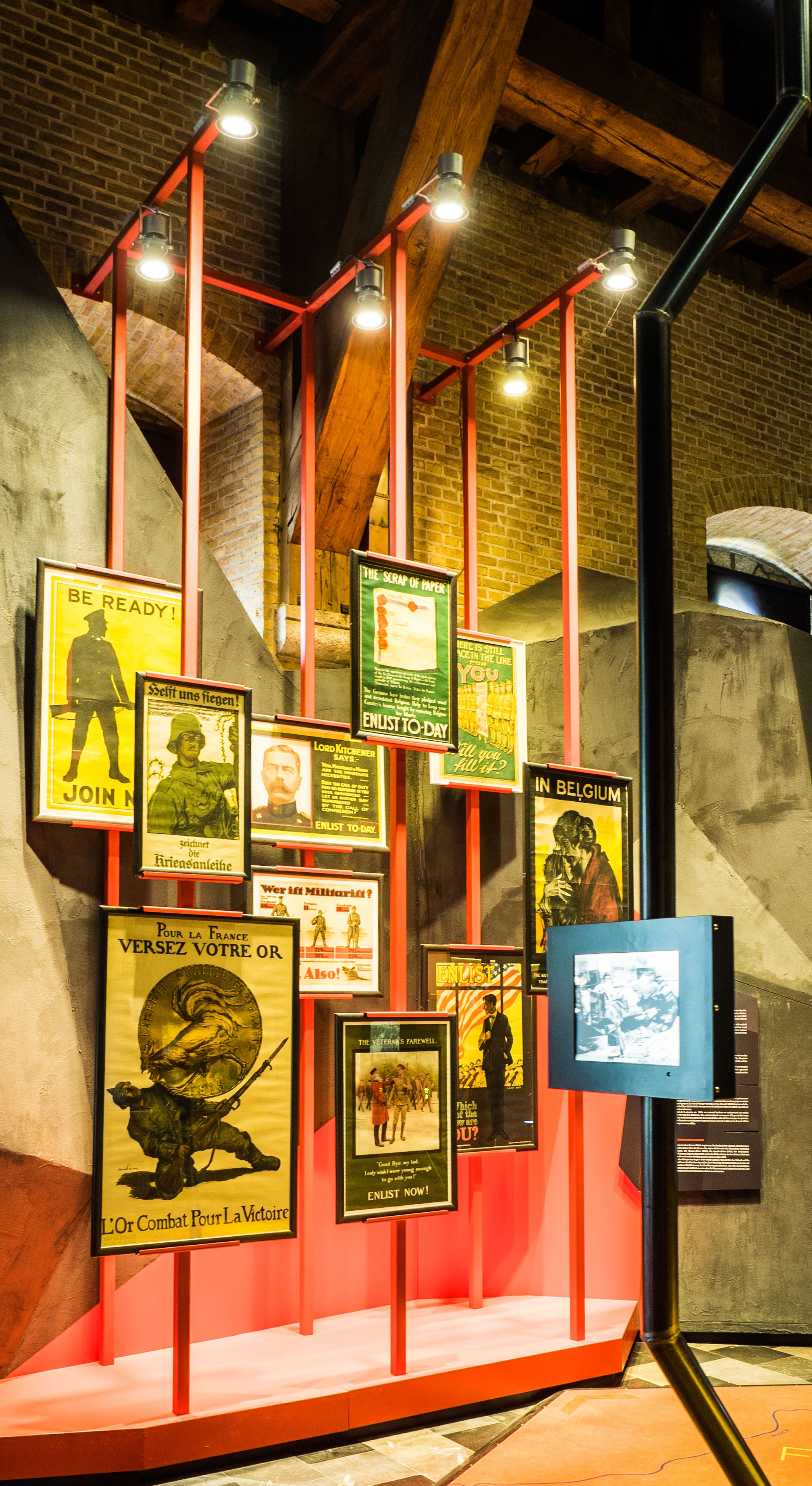
In Flanders Fields Museum (2016)

Das Kriegsmuseum empfängt seine Gäste mit einem interaktiven, personalisierten Poppy-Armband. In Flanders Fields bietet vier Rundgänge an: Chronological Walk, Thematic Walk, Iconic People Walk und Reflective Walk.
Es werden aus sozial- und militärgeschichtlicher Perspektive die Vorkriegszeit und die vierjährigen Ereignisse an der Westfront, ob in Westhoek, Nieuwpoort oder Armentières multimedial und lebensecht dargestellt. Näher werden unter anderem die Vorgänge im Ypernbogen wie der Schlacht an der Yser, den Flandernschlachten und der Hunderttageoffensive sowie das Handwerk des Graben- und Minenkriegs, die Kriegspropaganda, die Kriegsgefangenschaft und die medizinische Versorgung beleuchtet. 
Außerdem ist der Besucher angehalten, den Belfried mit 231 Stufen zu besteigen, der seit 1999 zum UNESCO-Weltkulturerbe gehört, um einen Eindruck von den ehemaligen Schlachtfeldern und der Umgebung zu bekommen.

### Exponate
Es zeigt in seinen Räumlichkeiten mehr als 2.000 Exponate u. a. Uniformen, Waffen und Gebrauchsgegenstände. Multimediale Systeme wie Touchscreens, Videoprojektionen und Soundscapes bringen dem Gast die Geschehnisse der Jahre 1914 bis 1918 näher.

### Artist in Residence

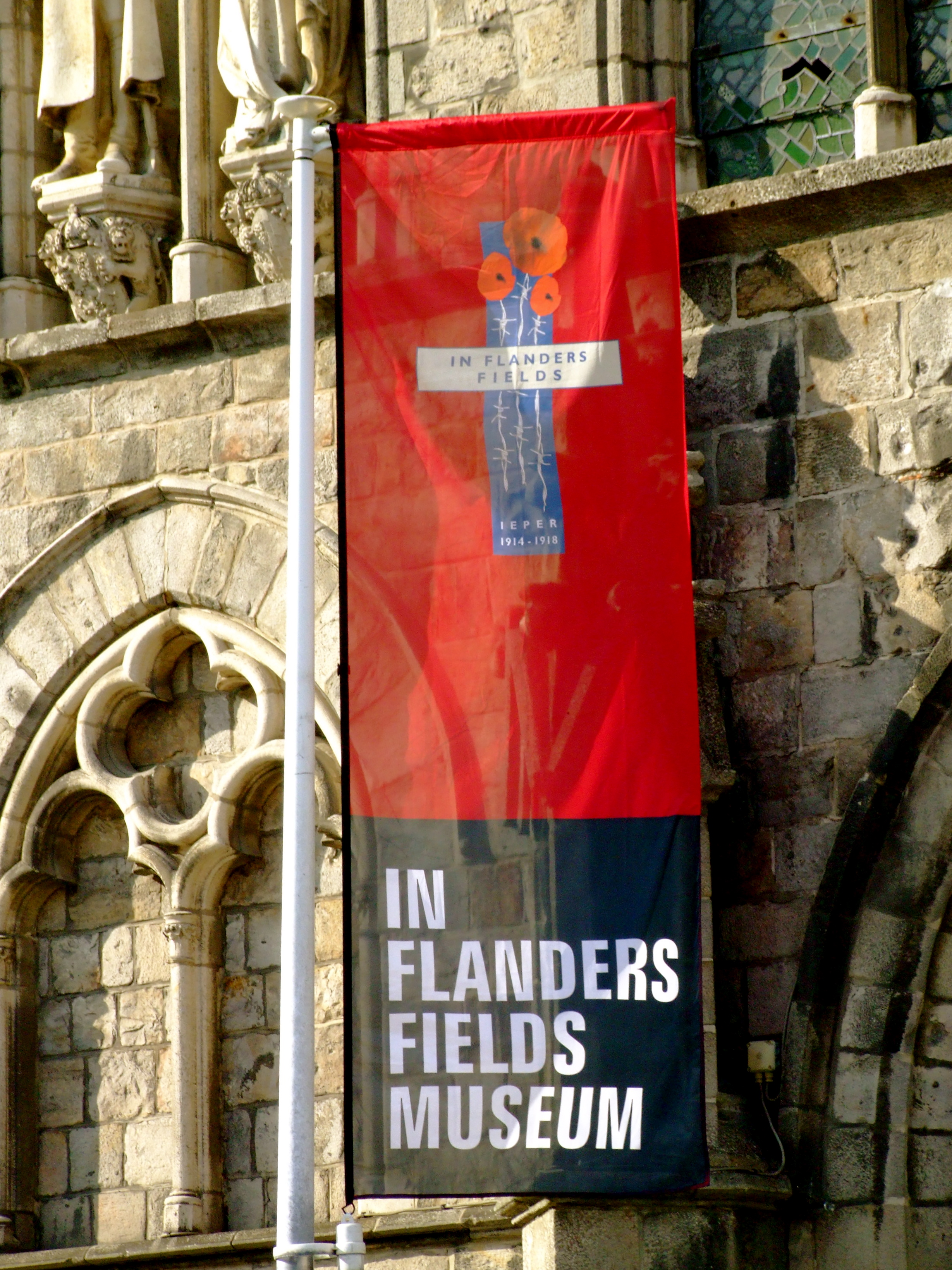
In Flanders Fields Museum (2008)

Außerdem werden in die Ausstellung jeweils Installationen eines Artist in Residence integriert:
- 1999: Val Carman, Vereinigtes Königreich
- 2000: Berlinde De Bruyckere, Belgien
- 2001: Lieve Van Stappen, Belgien
- 2002: Ann Veronica Janssens, Belgien und Dora Garcia, Spanien
- 2003: Mark Anstee, Vereinigtes Königreich
- 2004: Hans Op de Beeck, Belgien
- 2005: Doron Solomons, Israel
- 2006: Frans Verscoutere, Belgien
- 2007: Kingsley Baird, Neuseeland
- 2008: Wendy Morris, Südafrika
- 2009: Camiel Van Breedam, Belgien
- 2010: Rodrigo Braga, Brasilien
- 2013: Stephen Hurst, Vereinigtes Königreich
- 2014: Thorsten Brinkmann, Deutschland

## Wissenszentrum
Ein Wissenszentrum mit Archiv, über das auch teilweise online zugegriffen werden kann, hat über 5.000 Bücher zum Ersten Weltkrieg im Bestand, zudem Landkarten, Fotografien, Zeitungen, Zeitschriften, Tagebücher, Briefe und weitere Schriftstücke. Eine angeschlossene Datenbank enthält ca. 400 Biographien zu persönlichen Geschichten der Zeit.
Das Museum stellt darüber hinaus das mehrbändige Ireland's Memorial Record, zusammengetragen durch das Irish National War Memorial in den 1920er Jahren, mit den Namen 10.000er Zivilisten und gefallenen Soldaten der kriegsbeteiligten Nationen aus.
2014 wurde gemeinsam mit der Fachgruppe Archäologie der Universität Gent und der Provinz Westflandern das „Zentrum für historische & archäologische Luftfotografie“ eröffnet, welches über 20.000 Dokumente zum damaligen Frontgebiet beherbergt.

## Museumspädagogik
Es werden vor Ort museumspädagogische Konzepte für Kinder und Jugendliche angeboten. Das Museum bietet Ausflüge zur Erkundung des Ypernbogens und Workshops mit Klassengrößen bis zu 40 Personen an. So können unter anderem der Deutsche Soldatenfriedhof Langemark, die britischen und französischen Kriegsgräberstätten (Saint-Charles de Potyze) und der Menenpoort besucht werden.
Enge Zusammenarbeit besteht mit den Nachbareinrichtungen Oorlog en Vrede in de Westhoek und La Coupole.

## Auszeichnung
- 2000: Museumspreis des Europarates